# Arbisteatern

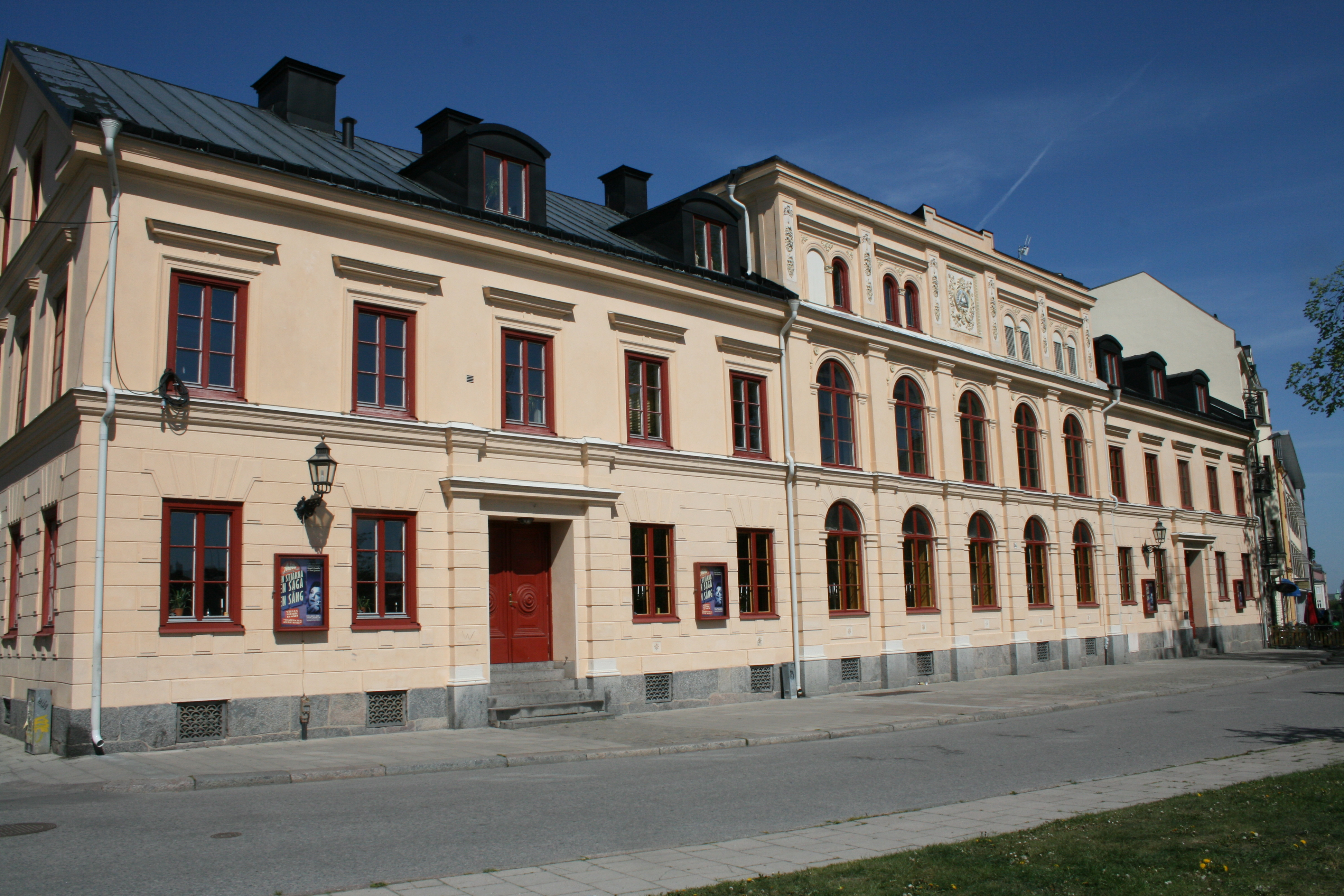
Arbisteatern

Arbisteatern, egentligen Norrköpings Arbetareförenings teater, ofta kallad Arbis.

## Historia

### 1863–1963: Amatörteater
Axel Petter Slättengren var en murmästare som grundade Norrköpings Arbetareförening 1860. Han ritade också byggnaden som stod färdig 1865. Byggnaden ritades i syfte att vidga arbetarnas vyer med bland annat föredrag och teater, och är därmed Sveriges äldsta amatörteaterscen. Under 1900-talet hade man en blandad repertoar, oftast folklustspel och revyer, under direktion av Gideon Wahlberg, Sören Aspelin och Elis Utter och med en ensemble som bestod av både professionella och amatörer. Flera sedermera professionella skådespelare spelade, ofta redan som barn, på Arbis: Edvin Adolphson, Tor Isedal, Carl Reinholdz, John Harryson, Sven Holmberg, Tjadden Hällström. Operasångerskan Brita Hertzberg debuterade som 12-åring som Anna i Värmlänningarna. Zarah Leander uppträdde här tidigt i sin karriär.
Flera av Wahlbergs folklustspel, till exempel Söderkåkar, hade sin urpremiär på Tantolundens friluftsteater men spelades på Arbis senare på året. Flera sånger, bland annat den kända "Dansen den går uppå Svinnsta skär", skrev Wahlberg särskilt för Arbis.

### 1964–2001 Operetter och musikaler
Mellan 1964 och 2001 var Arbisteatern spelplats för Norrköpings Operettsällskap med repertoar av operetter och musikaler. 

### 2001–2015 Teater, burlesque och swingersklubb
Från 2001 till och med våren 2015 drevs verksamheten av Robin Karlsson och Arbisakademien, en ideell förening som fortsatt i samma anda som Norrköpings Operettsällskap. Under dessa år inriktades teaterverksamheten på burlesque. Under 2013 flyttade swingersklubben Adam och Eva in i husets källarvåning, vilket skapade en viss debatt.
Teaterns sista tid under Karlssons visades i dokumentären Sextemplet (2015) av Johan Palmgren. Karlsson var i dokumentären kritisk till hur media hade rapporterat om teatern och dess hyresgäst swingersklubben.

### 2015 – Nattklubb och konsertscen
Fastigheten bytte ägare i maj 2015 och drevs i ny regi som en nöjeslokal, nattklubb och konsertscen.Under december 2020 försattes bolaget bakom Arbis i konkurs, som en följd av minskade intäkter in covid-19-pandemin, och dess restriktioner. Under våren 2021 var den enda verksamheterna i huset en asiatisk take away-restaurang, samt swingersklubben.
Sommaren 2023 fick teatern/nattklubben nya ägare, artisten Eleonor Léone och entreprenören Tjoffe Sjögren, som startade verksamheten under hösten 2023. I samband med det satsades på konsert- och evenemangsscen och catering, men inte nattklubb. Delar av huset omvandlades till kontorshotell. Swingersklubben var kvar och beskrevs av nya ägarna som en stabil hyresgäst.